# Reggio Calabria
Reggio Calabria là một thành phố và đô thị nằm ở Calabria miền nam Ý, và là thủ đô của tỉnh Reggio Calabria.
Reggio di Calabria nằm trên ngón chân của bán đảo Ý và được ngăn cách bởi eo biển Messina từ đảo Sicilia. Nó nằm trên sườn của Aspromonte, một dải núi dài hiểm trở vươn cao lên qua trung tâm của khu vực. khu vực này thường chịu động đất và sóng thần. Đây là thành phố lớn nhất và lâu đời nhất trong khu vực và là thành phố thứ hai lâu đời nhất ở Italy nói chung. Các trung tâm kinh tế thứ ba của lục địa phía Nam Italia, nó cũng được biết đến như một thành phố cảng, thành phố có Đại học Reggio Calabria.

## Cư dân nổi bật
- Pythagoras (thế kỷ thứ 5), nhà điêu khắc
- Ibycus (thứ 6 thế kỷ), nhà thơ
- Gaetano Catanoso (1879-1963), thánh, linh mục
- Umberto Boccioni (1882-1916), họa sĩ, nhà điêu khắc
- Goffredo Zehender (1901-1958), tuyển thủ đua xe Grand Prix
- Santo Versace (sinh 1944), nhà kinh tế cho các nhà thiết kế thời trang
- Gianni Versace (1946-1997), nhà thiết kế thời trang
- Donatella Versace (sinh 1955), nhà thiết kế thời trang